# Cold reading
Cold reading är en samling tekniker för att få fram information ur en person utan att denne är medveten om det, som ett element i tankeläsning. Tekniken kan med framgång användas av försäljare, förhörsledare, hypnotisörer, andemedier, grafologer, spåmän, astrologer, bondfångare, illusionister, pickup artists och så vidare. Skeptikern Ray Hyman har beskrivit cold reading som en metod för att övertyga personer om att man vet mer om dem än vad man faktiskt gör. Motsatsen är hot reading, där man tar reda på information om en person i förväg för att därmed kunna beskriva eller utnyttja personens intressen, arbete etc., men låtsas vara okunnig om detta.

## Definitioner
Reader kallas den som använder sig av cold reading. Sitter kallas den som blir avläst.

## Generellt tillvägagångssätt
Readern uppmuntrar sittern att medverka verbalt, exempelvis genom att ställa direkta frågor, ofta fråga om sittern förstår, överdrivet söka visuell kontakt eller ge konkreta instruktioner för hur sittern bör medverka. En vanlig variant på det senare bland bluffande andemedier är att readern instruerar sittern att bekräfta så fort denne känner igen vem som beskrivs. Aktiv medverkan av sittern ger readern större möjligheter att få tydliga avläsningar, men även en sitters fysiska och subtila icke verbala reaktioner som till exempel höjda ögonbryn, uppspärrade eller tårande ögon, rodnader och så vidare kan ge värdefulla ledtrådar vid cold reading. Aktiv medverkan är således inte nödvändig för att en duktig cold reader ska få fram information av en sitter.
Readerns initiala inställning eller påståenden är oftast av Forer-karaktär. De verkar mer specifika än vad de egentligen är, om man tar hänsyn till sitterns fysiska attribut (ålder, klädsel, frisyr, kön, etnicitet, dialekt, språklig förmåga, kroppsvikt och så vidare). Hur du går klädd och hur du för dig ger försäljare värdefull information om hur de ska behandla dig. Lokala dialekter, frisyr och hygien kan också användas. Flackande blick kan betyda att du ljuger för en förshörsledare och höjda ögonbryn kan tala om för falska siare att de är inne på fel spår. På samma sätt kan falska andemedier lätt gissa att en man i kostym sysslar mycket med affärer eller att en överviktig person har problem med knäna. Efterföljande inställningar, frågor och påståenden kan enligt Forer-effekten vara än mer specifika genom att readern använder informationen de redan fått att dra nya mer specifika slutsatser.

## Metoder inom cold reading

### Barnum-uttalanden
Barnum-uttalanden, som fått sitt namn efter P.T. Barnum, verkar personliga men stämmer in på de flesta. De är mycket vanliga inom cold reading, men har också andra användningsområden såsom horoskop.
Några exempel på Barnum-uttalanden är:
- "Jag känner att du ibland blir lite osäker, speciellt tillsammans med folk du inte känner."
- "Du har en låda med osorterade fotografier hemma."
- "Som liten var du med om en otäck händelse som hade med vatten att göra."
- "Du har problem med en vän eller släkting."
- "Siffran 12 kan betyda något speciellt för dig."
- "Du är inte helt nöjd med din nuvarande arbetssituation."
- "Din pappa säger att han hade ont i bröstet när han dog."
- "Du har haft problem med tänderna."

### Att ha rätt även när man har fel
Om readern ställer rätt sorts frågor så kommer han eller hon sällan att ha fel, men skulle olyckan ändå vara framme så finns det många metoder som kan rädda situationen. En försäljare som påstått något ogillande kan utbrista i ett -Jag skämtade bara och ett andemedium kan påstå sig ha flera andar igång samtidigt och att de pratar i munnen på varandra. En annan metod bland andemedier är kolla-upp-det-metoden; Om readern har påstått något som sittern inte känner igen så kan han eller hon be sittern "kolla upp det när du kommer hem", vilket kan skapa en illusion för resterande personer att det ändå är korrekt och att mediet faktiskt har kontakt.

## Bakomliggande psykologi

### Konfirmeringsbias
Konfirmeringsbias innebär inom cold reading att sittern lättare kan övertygas om han eller hon tror på readerns förmåga. Enkelt uttryckt så får träffar mer uppmärksamhet.

### Forer-effekten
Psykologen Bertram Forer undersökte Barnum-uttalanden genom att pröva horoskop på sina elever. Även när samtliga fick samma horoskop upplevde eleverna att de stämde. Han kom fram till att vag information tolkas som mer specifik än vad den är för att mottagaren litar på den som gör uttalanden eller vill att det ska stämma.

### Omedveten användning
Den före detta new age-praktiserande Karla McLaren påstår att cold reading kan läras in och användas omedvetet, hon skriver: "Jag förstod inte att jag länge hade använt en form av cold reading i mitt eget arbete! Jag fick aldrig lära mig cold reading och jag avsåg aldrig att lura någon – jag upptog helt enkelt tekniken genom 'kulturell osmos'." Även professorn i psykologi Ray Hyman hävdar att han började tro på sin egen förmåga att spå i händer när han fick positiv respons från sina kunder.

## Relaterade tekniker

### Hot reading
Hot reading kallas det då information om sittern i hemlighet inhämtats på förhand. Ett exempel på sådan är när ett påstått andemedium observerar publiken före en storseans och sedan under seansen använder detaljer han eller hon snappat upp på förhand.